# Zarcero
Zarcero is een stad (ciudad) in Costa Rica in de provincie Alajuela. Het is een deelgemeente van het kanton Zarcero. Zarcero heeft een bevolkingsaantal van 4004 inwoners (2011).

## Geboren in Zarcero
- Juan Carlos Rojas (1981), wielrenner